# Leitoscoloplos normalis
Leitoscoloplos normalis är en ringmaskart som beskrevs av Francis Day 1977. Leitoscoloplos normalis ingår i släktet Leitoscoloplos och familjen Orbiniidae. Inga underarter finns listade i Catalogue of Life.